# Boursdorf
Boursdorf (Luxemburgs: Buerschdref) is een plaats in de gemeente Rosport-Mompach en het kanton Echternach in Luxemburg.
Boursdorf telt 21 inwoners (2001).
Boursdorf maakte deel uit van de gemeente Mompach totdat deze op 1 januari 2018 fuseerde met de gemeente Rosport tot de huidige gemeente Rosport-Mompach.
Born · Boursdorf · Dickweiler · Girst · Girsterklaus · Givenich · Herborn · Hinkel · Lilien · Moersdorf · Mompach · Osweiler · Rosport · Steinheim

Luxemburgse gemeenten · Kanton Echternach · Luxemburg